# Ius trium liberorum

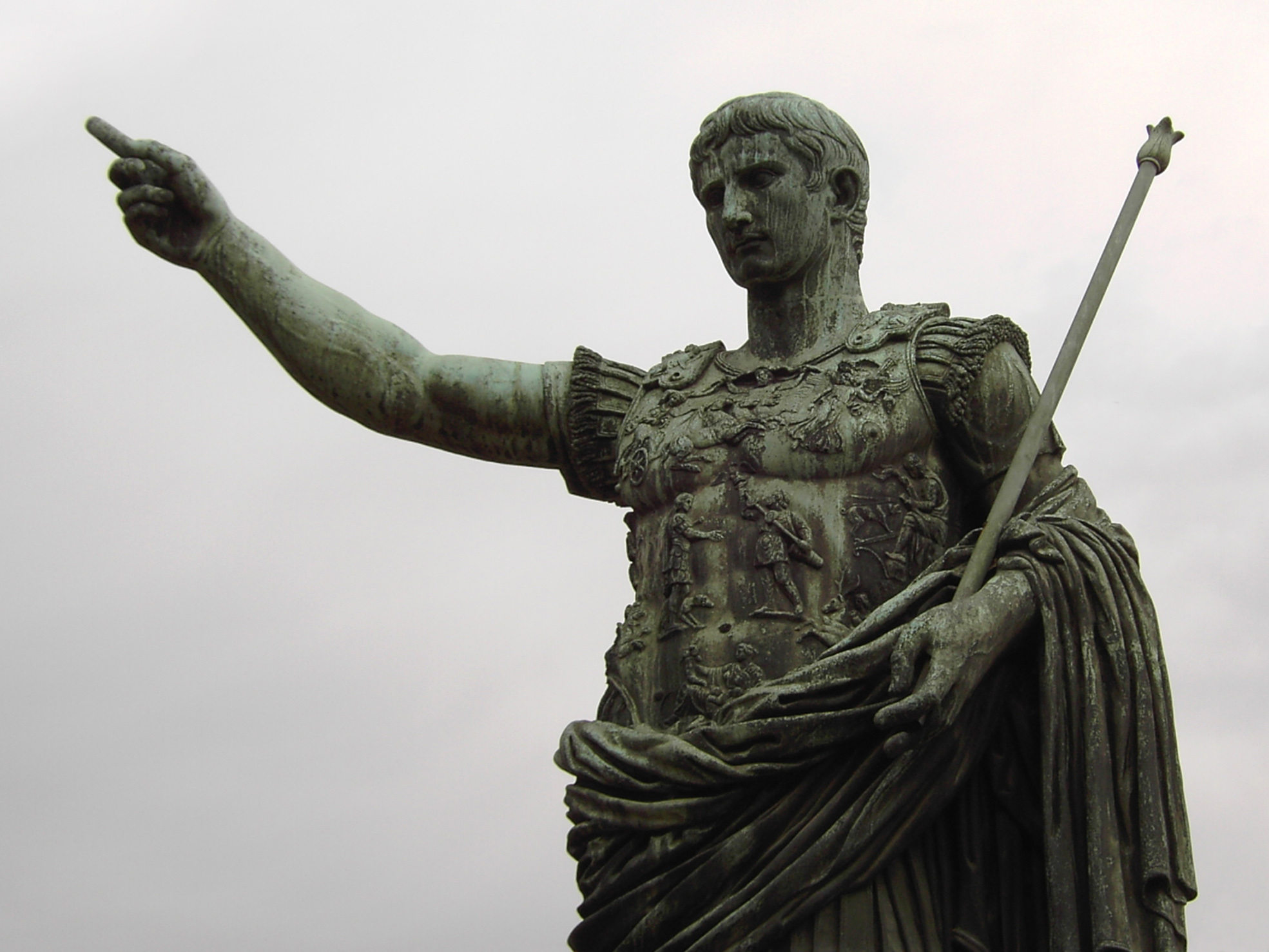
Estàtua romana d'August

L'anomenat ius trium liberorum (en llatí, el dret dels tres fills) va ser uns privilegis per a recompensar els ciutadans romans que havien tingut almenys tres fills, o als lliberts que havien tingut almenys quatre fills. Va ser un resultat directe de la Lex Iulia i de la Lex Papia Popea, cossos de legislació introduïdes per August l'any 18 aC i 9, respectivament. Aquests cossos de legislació van ser concebuts per fer augmentar la disminuïda població de les classes altes romanes (senatorial i eqüestre). La intenció del ius trium liberorum ha causat que els estudiosos l'interpretin com una legislació eugenèsica.
Els privilegis per als homes comprenien concessions en la carrera militar i l'exempció dels munera, mentre que per a les dones es va garantir l'alliberament de la tutela mulierum i poder rebre herències que d'una altra manera serien llegades als seus fills.
La reacció pública a l'ius trium liberorum va ser en gran part de trobar llacunes. La perspectiva de tenir una gran família encara no era atractiva. Una persona que denunciés a un ciutadà que violés aquesta llei tenia dret a una porció dels privilegis involucrats; això va provocar la creació d'un negoci lucratiu per als espies professionals. L'activitat d'aquests espies van arribar a ser tan estesa que la recompensa es va reduir a una quarta part de la recompensa que s'oferia inicialment.
A mesura que passava el temps, l'ius trium liberorum es va concedir al cònsols com a recompensa per les bones accions generals, la tinença d'ocupacions importants o com favors personals, no només per la propagació prolífica.
Finalment, l'ius trium liberorum va ser derogat en l'any 534 per Justinià.

## Antecedents
Durant l'època d'August, les classes altes, les ordres senatorial i eqüestre, estaven disminuint en nombre. Aquestes classes formaven la columna vertebral de l'Estat, formant part de l'administració civil i militar de l'imperi. Les poblacions d'aquestes classes havien estat afectades per les recents guerres civils, proscripcions, i el més important, les baixes taxes de natalitat dins de les classes. La disminució de la taxa de natalitat va ser encara més dramàtica degut a l'augment en el desenvolupament de Roma.
La Lex Iulia i la Lex Papia Popea van ser capaços d'augmentar les taxes de matrimoni dins de les classes altes, però la taxa de natalitat va augmentar prou a través d'aquests cossos de legislació. Per aquesta raó es va promulgar l'ius trium liberorum.

### Implicacions eugenèsiques
És important assenyalar que la població d'Itàlia en el seu conjunt no estava disminuint. De fet, és possible que hagués anat en augment. El creixement de la població es va deure en gran part a l'afluència d'esclaus procedents de fora d'Itàlia. Per tant, l'ius trium liberorum va ser considerat pels estudiosos com una mesura eugenèsica, ja que va treballar específicament cap a l'augment d'una població específica que es considerava convenient. S'argumenta que l'aspecte del creixement de la població en lius trium liberorum era una intenció secundària. Cal destacar que lius trium liberorum es manté en el context de la Lex Iulia i la Lex Papia Popea, que s'ocupaven de les qüestions relatives a la puresa racial dins d'aquestes classes, com a «unions matrimonials apropiades».

## Especificacions legals
L'ius trium liberorum va ser una recompensa obtinguda pel compliment de la Lex Iulia i la Lex Papia Popea. El privilegi refereix a tots dos sexes, però va afectar més a les dones que als homes. Els detalls de l'ius trium liberorum es defineixen de la següent manera en l'Enciclopèdia de Dret Romà d'Adolf Berger:
En resum, això significava que un home no podia ser obligat a fer-se càrrec de l'obligació de la tutela d'una dona, legalment considerada com una menor d'edat, que d'altra manera estaria obligat sota la tutela mulierum. Les dones que tenien la quantitat establerta de fills ja no necessitaven tenir un tutor que ho fes sota la tutela mulierum. Això vol dir que quan una dona ja no estava subjecte al poder del seu pare (patria potestas) o del seu marit (manus), podia actuar de forma independent. Ella també va guanyar el dret a l'herència que d'altra manera hauria estat atorgada als seus fills. Sovint, això significava que heretava i posseïa les propietats del seu marit després de la seva mort.
Com s'ha esmentat anteriorment, no era necessari que els fills estiguessin vius per ser contats per a l'ius trium liberorum. Els fills legítims es contaven per als homes i les dones. Els fills nascuts d'un pare desconegut (spurius) es contaven per a les dones que tenien menys de tres fills. Un fill considerat portentum (literalment un monstre o ésser monstruós) no era considerat per ser un ésser humà, però contava com a fill per a la mare que tenia menys de tres fills; però el pare i la mare podien contar un fill considerat portentum sota les lleis contra els pares sense fills en la Lex Iulia i la Lex Papia Popea.

## Impacte en la societat
Després d'haver estat promulgada aquesta llei, aquest dret es va considerar valuós. Però aviat es va convertir en un privilegi sense relació amb els tres o més fills per ciutadà; moltes persones no volien la càrrega dels fills, però volien els beneficis de l'ius trium liberorum. Això va atreure a moltes persones a explotar les llacunes de la llei, que sovint s'aconseguien a través de mitjans il·legals. Es va oferir un premi consistent en un percentatge dels beneficis involucrats als espies que denunciessin als que es beneficiaven il·legalment de l'ius trium liberorum. Aquesta recompensa va crear un gran nombre d'espies a causa de les recompenses lucratives. Posteriorment, per reduir l'augment dels espies, es va reduir la recompensa a una quarta de la que es va oferir al principi.
L'ius trium liberorum també va ser atorgat a persones, sense connexió amb el seu nombre de descendents, com una recompensa per l'emperador. Sovint se li va atorgar en el marc d'una bona acció, el servei militar o com un favor personal. Molts romans famosos van ser guardonats amb l'ius trium liberorum, incloent-hi Suetoni a través d'un favor personal de Trajà a Plini el Jove, Marcial per Domicià en la recompensa a l'adulació de Marcial, i de Lívia en resposta a la mort de Drus en l'any 9 aC. També es va concedir l'ius trium liberorum als propietaris de vaixells de grans dimensions.
Finalment, l'ius trium liberorum va ser derogat en l'any 534 per Justinià.